# Stridone
Stridone (in croato Zrenj, anche noto come Sdregna) è un centro abitato istriano, frazione del comune di Portole.

## Storia
Stridone fu parte del patriarcato di Aquileia e, secondo la tradizione, nella metà del IV secolo vi nacque San Girolamo.
Dall'XI secolo fu abitata da popolazioni venete. Nel 1421 fu annessa alla Serenissima Repubblica di Venezia. In seguito passò sotto il dominio austriaco. Pochi anni dopo i francesi, guidati da Napoleone, conquistarono l'Istria, quindi Stridone fu annessa al Regno d'Italia napoleonico, del quale fece parte fino al 1814, anno nel quale la cittadina tornò a far parte dell'impero austriaco.
In seguito al trattato di Rapallo Stridone entrò a far parte dell'Italia e se ne italianizzò il nome.
Dopo la seconda guerra mondiale la cittadina fu ceduta alla Jugoslavia, in accordo con i trattati di pace di Parigi del 1947.
L'annessione alla Jugoslavia diede il via ad una politica di slavizzazione forzata, la quale portò molti italiani a fuggire per non essere vittime dei massacri delle foibe. 

### Simboli
Attualmente non esiste più uno stemma ufficiale. Il primo e ultimo stemma ufficiale fu una cornice ovale all'interno del quale veniva rappresentato san Girolamo.
Fu usato tra il 1920 e il 1945, periodo nel quale l'Istria faceva parte dell'Italia.

## Società

### Evoluzione demografica
Abitanti censiti

### Etnie
|          |          |  |       |       |
| -------- | -------- |  | ----- | ----- |
| Italiani | Italiani |  | 51.68 | 51.68 |
| Istriani | Istriani |  | 13.48 | 13.48 |
| Croati   | Croati   |  | 29.21 | 29.21 |
| Sloveni  | Sloveni  |  | 2.24  | 2.24  |
| Serbi    | Serbi    |  | 1.12  | 1.12  |